# Ikuo Shiosaki
Ikuo Shiosaki (jap. 潮先 郁男, Shiosaki Ikuo; * 1933 in Toyonaka, Präfektur Osaka) ist ein japanischer Jazzgitarrist und Musikpädagoge.
Ikuo Shiosaki spielte Anfang der 1970er-Jahre in Tokyo mit Shoji Suzuki & The Rhythm Aces, mit dem auch erste Aufnahmen entstanden. In den folgenden Jahren arbeitete er des Weiteren mit Kazuo Yashiro, Eiji Kitamura, Toshio Oida, Satoru Oda, Kōnosuke Saijō, Kohji Fujika, Ichiro Masuda, Shoji Suzuki, in den 1980er-Jahren auch mit Benny Carter (Street of Dreams, Ebi, My Dear Friend, 1980), Hideko Okiyama (Summertime, 1981) und Akitoshi Igarashi. Im Bereich des Jazz war er zwischen 1972 und 1988 an 26 Aufnahmesessions beteiligt.
Zu seinen Schülern gehörte u. a. Shinobu Ito.